# Panfilo di Sulmona
San Panfilo di Sulmona (Pacile, 650 circa – Corfinio, 700 circa) è stato un vescovo italiano, venerato dalla Chiesa cattolica come santo.

## Biografia
Nato nel VII secolo in Abruzzo, presso il non più presente borgo di Pacile, sito a 988 metri di altezza sul colle Mitra, era figlio di un pagano che lo ripudiò quando lui si convertì al cristianesimo. Visse tra il 600 e l'inizio del 700 d.C., durante il pontificato di papa Sergio I. Fu eletto vescovo nel 682: la tradizione lo descrive come una persona di animo molto generoso e gentile ed impegnato per la diffusione del cristianesimo tra i Longobardi. Fu vescovo di Sulmona. Morì a Corfinio, di cui fu probabilmente anche vescovo, presso la basilica di San Pelino da Brindisi, concattedrale della diocesi valvense.
Immediatamente fu venerato dai cittadini e sepolto fuori le mura presso un campo sopra cui sorse la cattedrale di San Panfilo; le sue reliquie riposano in un sarcofago presso la cripta del nuovo duomo settecentesco.
È il santo patrono dei comuni di Ocre, Scerni, Spoltore e Sulmona, dove vi sono chiese a lui dedicate.

## Leggenda
Una leggenda agiografica racconta che il padre ordinò a Panfilo di salire sopra un carro e di scendere da Pacile fino alla Valle del Gizio. In quel punto la montagna era molto ripida e il carro sarebbe precipitato. Invece, sembra che le ruote del carro siano affondate nella roccia, in modo che Panfilo potesse scendere lentamente a valle. Si racconta che si possono scorgere, sui fianchi del monte, le orme dei buoi e le scanalature prodotte dalle ruote del carro.